# Den Canadiske Konføderation
|  | Sammenskrivningsforslag Artiklen Den Canadiske Konføderation er foreslået føjet ind i Canadas historie. (Siden august 2020) Diskutér forslaget |

Den Candadiske Konføderation (engelsk: Canadian Confederation, fransk: Confédération canadienne) var den proces, hvormed de tre kolonier i Canada, Nova Scotia og New Brunswick blev forenet til en føderation kaldet 'Dominion of Canada' den 1. juli 1867. Efter konføderation blev det, der tidligere blev kaldt provinsen Canada, opdelt i de to provinser, Ontario og Quebec, og sammen med provinserne Nova Scotia og New Brunswick bestod det nye herredømme af fire provinser. I løbet af årene siden konføderationens grundlæggelse, har Canada oplevet adskillige territoriale ændringer og udvidelser, hvilket har resulteret i det nuværende antal af ti provinser og tre regioner.